# 545565 Borysten
545565 Borysten è un asteroide della fascia principale. Scoperto nel 2011, presenta un'orbita caratterizzata da un semiasse maggiore pari a 3,1835608 au e da un'eccentricità di 0,2356743, inclinata di 16,57574° rispetto all'eclittica.
L'asteroide è dedicato al poeta ucraino Borys Ten.